# Dwudziesty drugi rząd Izraela
Dwudziesty drugi rząd Izraela – rząd Izraela, sformowany 20 października 1986, którego premierem został Icchak Szamir z Likudu. Rząd został powołany przez koalicję „zgody narodowej” – Likud, Koalicja Pracy i mniejsze partie – mającą większość w Knesecie XI kadencji. Doszło do tego w połowie kadencji parlamentu, po ustąpieniu – zgodnie z wcześniejszymi ustaleniami – dotychczasowego premiera rządu – Szimona Peresa z Koalicji Pracy. Dwudziesty drugi rząd funkcjonował do 22 grudnia 1988, kiedy to powstał nowy rząd zgody narodowej, również pod przywództwem Szamira.